# Minim
Un minim (conocido también como minimum) es una medida de volumen utilizada para indicar el contenido de algunos recipientes. Ésta es la unidad más diminuta del sistema anglosajón de unidades. El minim británico es igual a 59,19388388 μl (microlitros) o 0,05919388388 ml, y el minim estadounidense es igual a 61,6115199219 μl (microlitros) o 0,0616115199219 ml

## Minim británico o imperial
Un minim británico equivale a:
- 0,00208333346255790 onzas líquidas británicas
- 0,01666666666662 dracmas líquidos británicos
- 0,05 escrúpulos líquidos

## Minim estadounidense
Un minim estadounidense equivale a:
- 0,0020833333333342 onzas líquidas estadounidenses
- 0,016666666666685 dracmas líquidos estadounidenses